# Desmodora aquaedulcis
Desmodora aquaedulcis is een rondwormensoort uit de familie van de Desmodoridae. De wetenschappelijke naam van de soort is voor het eerst geldig gepubliceerd in 2003 door Gagarin & Thahn.